# Novate Mezzola
Novate Mezzola (lombardul: Nuvaa vagy Nuaa) település Olaszországban, Sondrio megyében. Lakosainak száma 1903 fő (2023. január 1.). Novate Mezzola Cercino, Cino, Dubino, Mello, Prata Camportaccio, Samolaco, Sorico, Villa di Chiavenna, Civo, Piuro, Traona, Verceia, Bregaglia és Val Masino községekkel határos.

## Népesség
A település népességének változása:
| Lakosok száma | 1857 | 1895 | 1903 |
|               | 2017 | 2018 | 2023 |